# Tupování

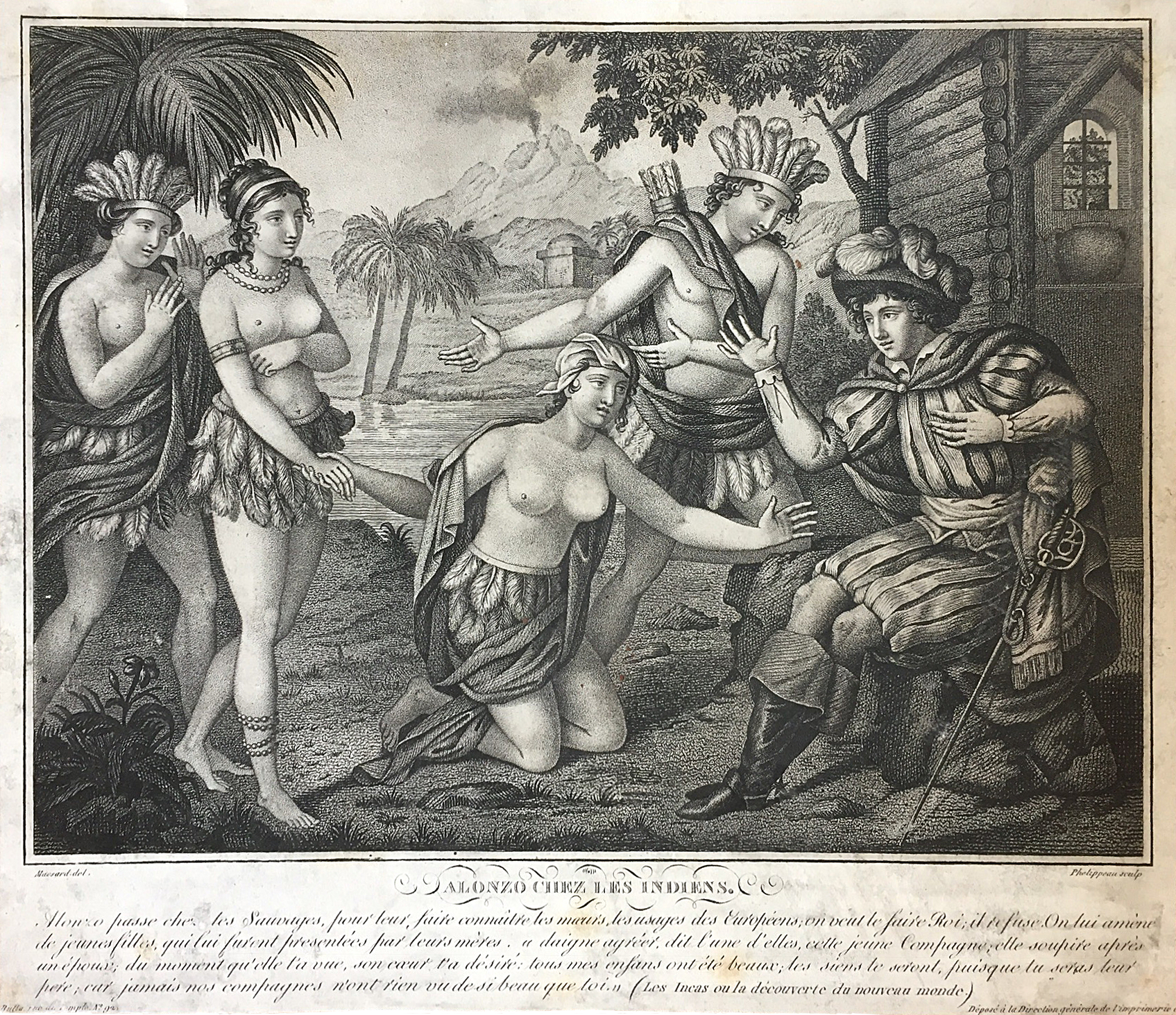
Alonzo mezi indiány - Antoine Phelippeaux

Tupování je malířská technika, při které je používaný tvrdý, upravený štětinový štětec, který je otírán o vlhkou akvarelovou nebo plakátovou barvu. Při kolmém úderu štětcem o papír vytvářejí štětiny otisky barvy ve tvaru teček. Opakovanými údery dochází ke chtěnému zhuštění teček a lze tak vytvořit na vyplněné ploše podle potřeby jemné přechody. Přesný obrys těles, okrajů ploch atd. je dosažen, přiložením pomocného papíru k obrysu kresby. Tupování se většinou používá jen jako doplňkové techniky akvarelu a kvaše.
Tupovací techniku je možno také uplatnit na výzdobě zdi pomocí molitanové či korkové houbičky. Tato technika je v moderním malířství oblíbená pro svou kreativitu a pestrobarevnost.